# René Weiland

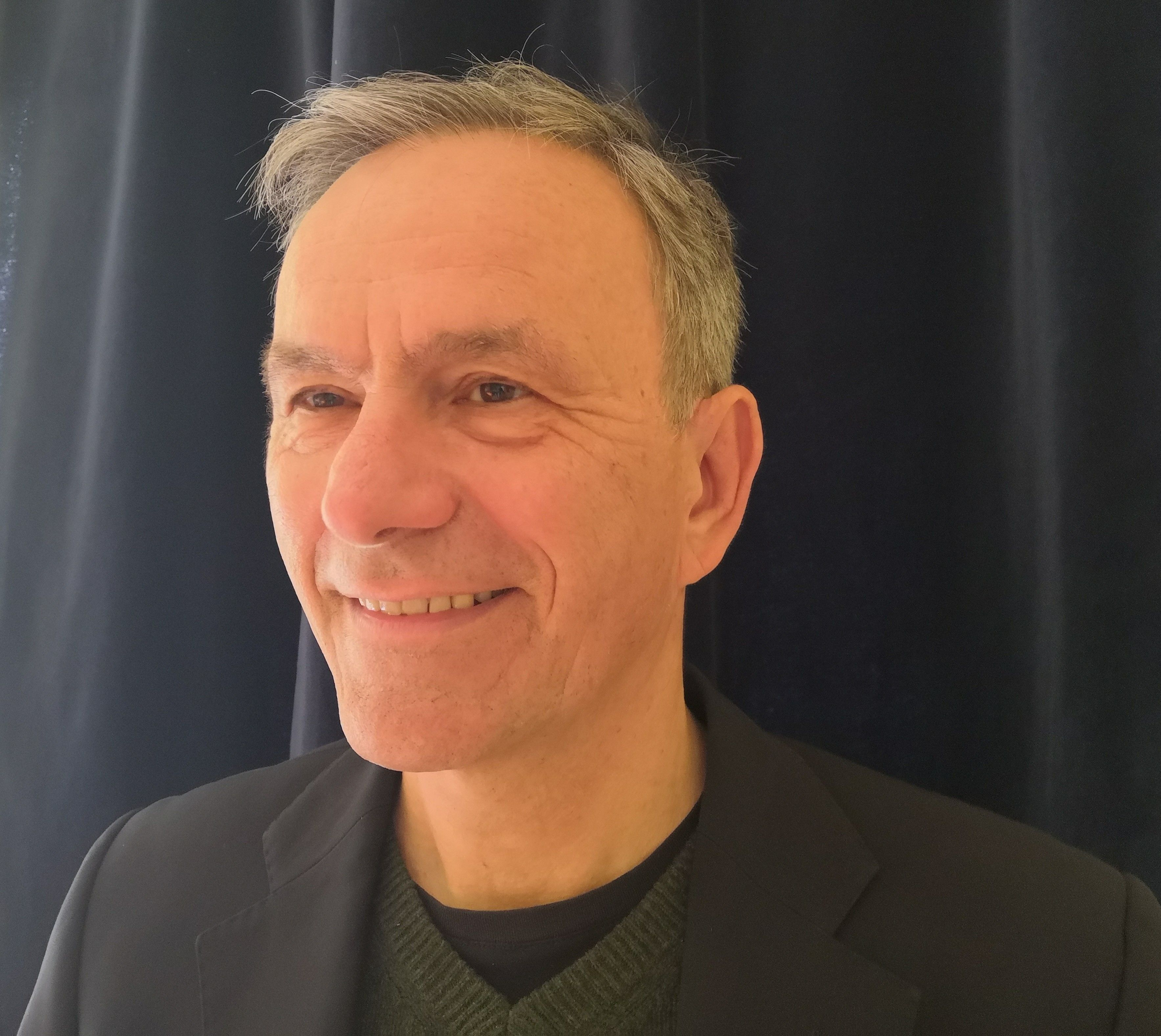
René Weiland (2020)

René Weiland (* 10. August 1957 in Berlin) ist ein deutscher Philosoph und Essayist.

## Leben
Weiland studierte Philosophie, Germanistik und Theaterwissenschaft in Berlin. Er veröffentlichte in diversen Zeitschriften (u. a. Sinn und Form, Merkur, Neue Rundschau, Neue Gesellschaft/Frankfurter Hefte, Rowohlt Literaturmagazin, Der blaue Reiter) und Zeitungen (u. a. Neue Zürcher Zeitung, Frankfurter Allgemeine Zeitung, Frankfurter Rundschau, Tagesspiegel). Er gab die Sammelbände Mythen der Rationalität. Denken mit Klaus Heinrich und Philosophische Anthropologie der Moderne heraus. In Büchern wie Überfordert uns die Moral? Vom Umgang mit dem Selbstverständlichen und Das Äußerste, was ein Mensch sein kann. Betrachtung und Gespräch über Thomas von Aquin geht er – in der doppelten Tradition naturrechtlichen und existenzphilosophischen Denkens – der Frage nach, auf welche Weise Freiheit und Ordnung in der Existenz zusammenkommen, wie man selbstbestimmt leben kann, ohne sich selbst zu verlieren.
In seinem Buch Philosophie der Lebensführung. Ethisches Denken zwischen Existenzphilosophie und Konstruktivismus von 2016 begreift er Philosophie weniger als eine Wissenschaft vom Erkennen als ein Medium, das uns dabei hilft, unser Gleichgewicht zu finden. Philosophie, in diesem Sinne, erinnert uns daran, dass wir zu keinem Augenblick über die Bedingungen unserer Existenz verfügen. Wir können immer nur auf diese antworten. Hierin besteht, paradoxerweise, unsere einerseits nur minimale, andererseits unverlierbare Freiheit. In Die Unruhe des Denkens und das Versprechen der Philosophie (2021) zeigt er, wie das Denken, gleich unserer Atmung, uns abwechselnd in uns hinein- und aus uns herausführt – und uns so überhaupt erst Veränderungen einerseits bewältigen, anderseits selber initiieren lässt.
Weiland beteiligte sich an Forschungsprojekten der Technischen Universität Berlin und der Universität Wien. Zudem war er als Gastdozent an der Freien Universität Berlin tätig. René Weiland arbeitete auch als Autor und Berater für die RIAS-Funkuniversität sowie als Redakteur für „Litfass. Zeitschrift für Literatur“. Von 2018 bis 2023 leitete er den Philosophischen Gesprächskreis Was lässt uns denken? Was heißt, dem eigenen Denken zu folgen? an der VHS Tempelhof-Schöneberg. Er lebt in Berlin.

## Schriften (Auswahl)
- „Mythen der Rationalität. Denken mit Klaus Heinrich“ (Hg. zusammen mit Wolfgang Pircher), Wien (Turia + Kant) 1990
- „Philosophische Anthropologie der Moderne“ (Hg.), Weinheim (Beltz-Athenäum) 1995
- „Überfordert uns die Moral? Vom Umgang mit dem Selbstverständlichen“. Frankfurt/Main (Verlag Josef Knecht) 1999
- „Wo Kultur sich vergisst. Freiheit und Schönheit“, in: Der blaue Reiter. Journal für Philosophie Nr. 22 (2006)
- „Melancholie und Abstraktion“ (zusammen mit László Földényi), in: Schriften zur Verteidigung der Kunst, Bd. 9. Kassel (AQUINarte) 2006
- „Das Äußerste, was ein Mensch sein kann. Betrachtung und Gespräch über Thomas von Aquin“. Kassel (AQUINarte) 2007
- „Das unausgesprochene Wort“, in: Schriften zur Verteidigung der Kunst, Bd. 12. Kassel (AQUINarte) 2008
- „Freiheit und Kreativität“ (Gespräch mit Gerald Aschenbrenner), in: Schriften zur Verteidigung der Kunst, Bd. 14. Kassel (AQUINarte) 2009
- „Wozu Tugend? Zum Gebrauch eines missbrauchten Begriffs“ (zusammen mit Matthias Eckoldt). Kassel (AQUINarte) 2010.
- „Rätsel des Gleichgewichts“ (Gespräch mit Gerald Aschenbrenner), in: Schriften zur Verteidigung der Kunst, Bd. 17. Kassel (AQUINarte) 2010
- „Philosophie der Lebensführung. Ethisches Denken zwischen Existenzphilosophie und Konstruktivismus“. Bielefeld (transcript) 2016
- „Selbst(ab)stand. Die Suche nach der Mitte“, in: Der blaue Reiter. Journal für Philosophie Nr. 46 (2020)
- „Wenn Philosophie vom Denken abhält“, in: Sinn und Form 2/2021
- „Die Unruhe des Denkens und das Versprechen der Philosophie“. Hannover (der blaue reiter Verlag für Philosophie) 2021
- "Lass dich dezentrieren". Gespräch mit Jens Bergmann, in: brand eins 5/2023
- "Der Andere oder der Fremde? Eine Frage der Verantwortung", in: Der Blaue Reiter. Journal für Philosophie Nr. 54 (2024)